# St. Louis Frogs
O St. Louis Frogs foi um clube americano de futebol profissional, que era membro da American Soccer League.

## História
Os Frogs eram de propriedade da Giesler Sports Enterprises e receberam autorização para entrar na recém-formada Conferência do Meio-Oeste da American Soccer League pela United States Soccer Football Association em 1972, durante as reuniões de verão em Anchorage. 
O time jogou apenas uma temporada e foi treinado por Pete Traina, com Walter J. Giesler como gerente geral. Suas cores eram verdes e brancas, e eles jogavam em casa no Giesler's Sports Village.